# Port lotniczy Abbse
Port lotniczy Abbse – międzynarodowy port lotniczy położony w mieście Abs, w Jemenie.